# Атамекен (Жетысайский район)
Атамекен (каз. Атамекен, до 2000 г. — Куйбышево) — село в Жетысайском районе Туркестанской области Казахстана. Административный центр Атамекенского сельского округа. Код КАТО — 514465100.

## Население
В 1999 году население села составляло 2072 человека (1079 мужчин и 993 женщины). По данным переписи 2009 года, в селе проживало 2611 человек (1308 мужчин и 1303 женщины).